# Fickkniv
En fickkniv eller fällkniv är en kniv vars blad kan fällas in i skaftet. När den är hopfälld är den oftast tillräckligt liten för att få plats i en ficka. Fickknivar innehåller ibland flera andra verktyg förutom knivbladet. Dessa går på vissa knivar att låsa i utfällt läge, ibland även i infällt läge.
En liten fickkniv kallas ofta pennkniv. Den användes tidigare för att vässa blyertspennor eller skära till gåspennor.
En vanlig typ av fickkniv är den schweiziska armékniven.

## Galleri

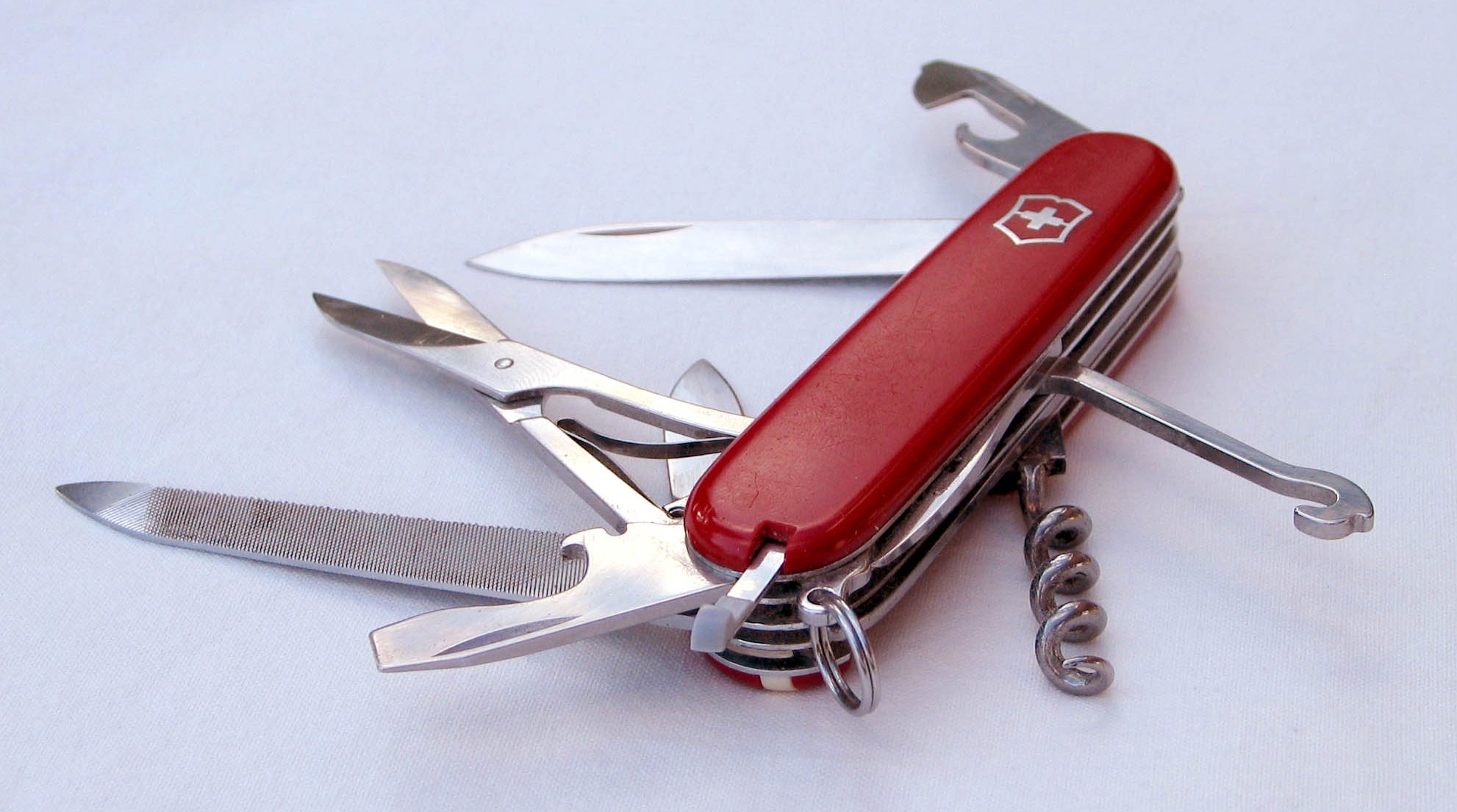
Victorinox tillverkar en populär fickkniv
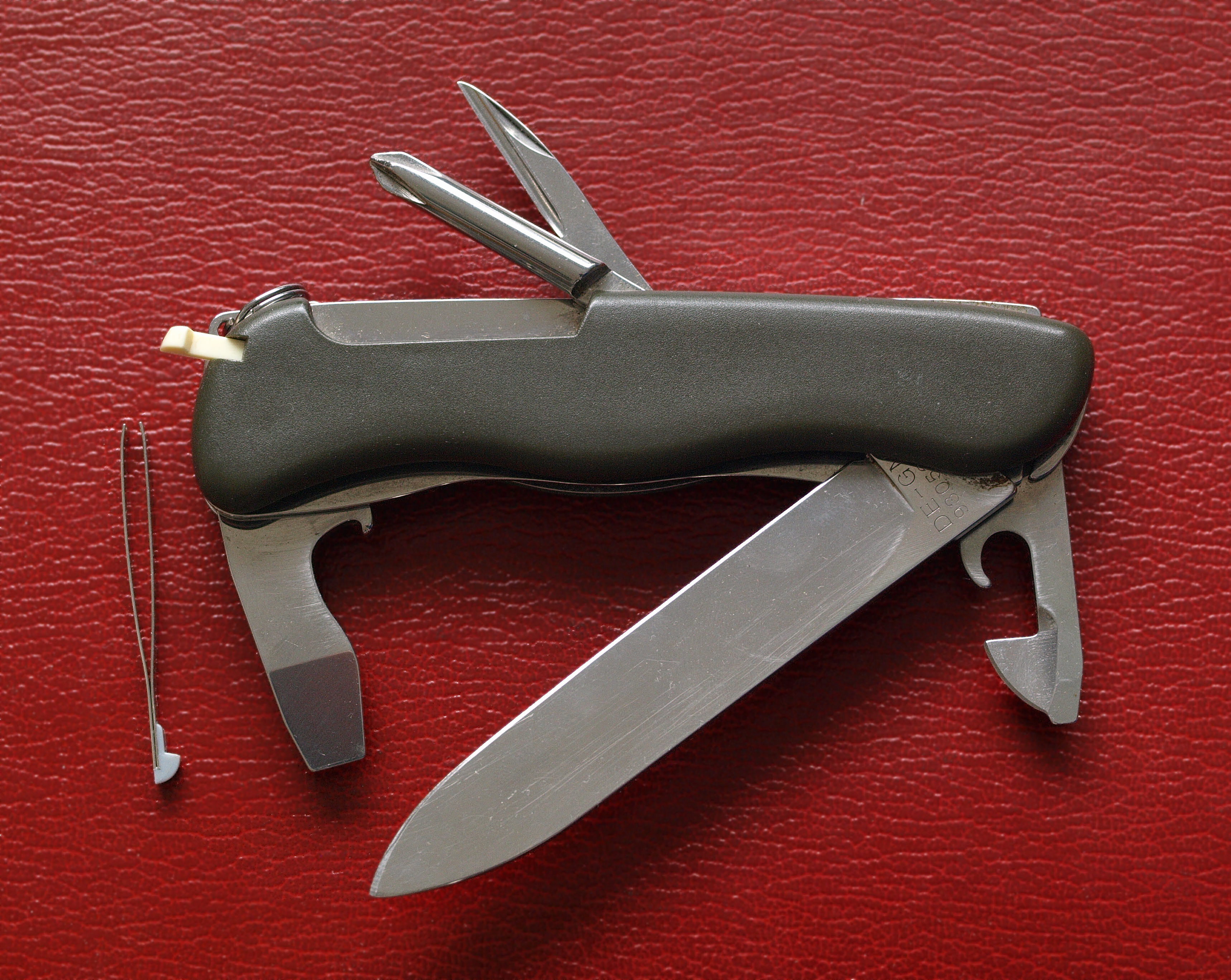
En annan fickkniv med öppna blad
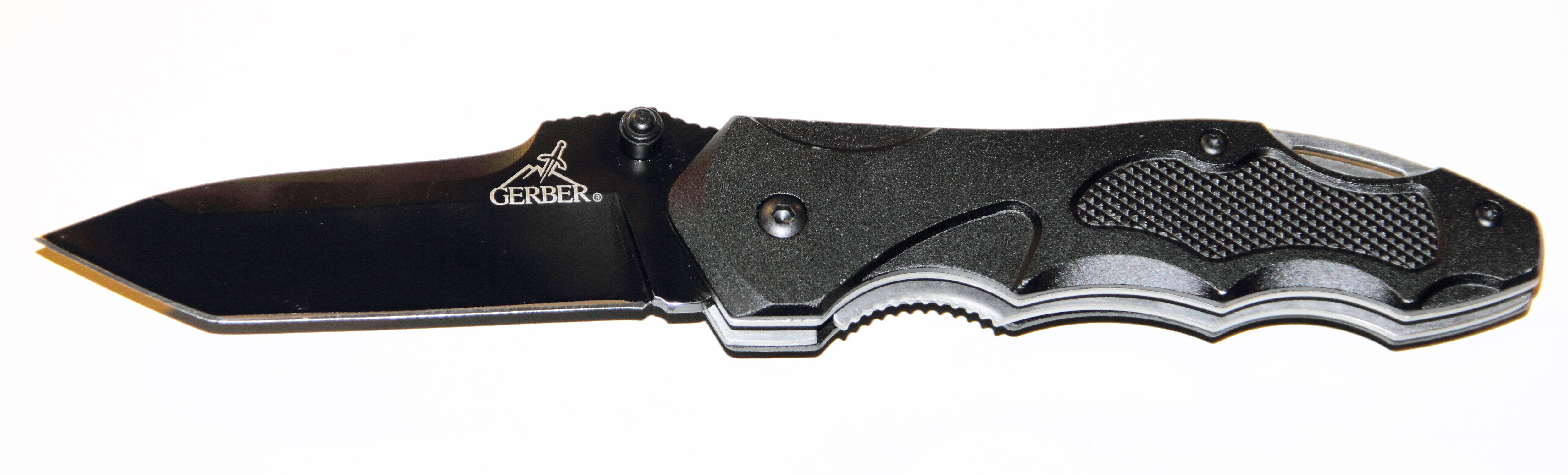
En fällkniv från Gerber med enbart knivblad
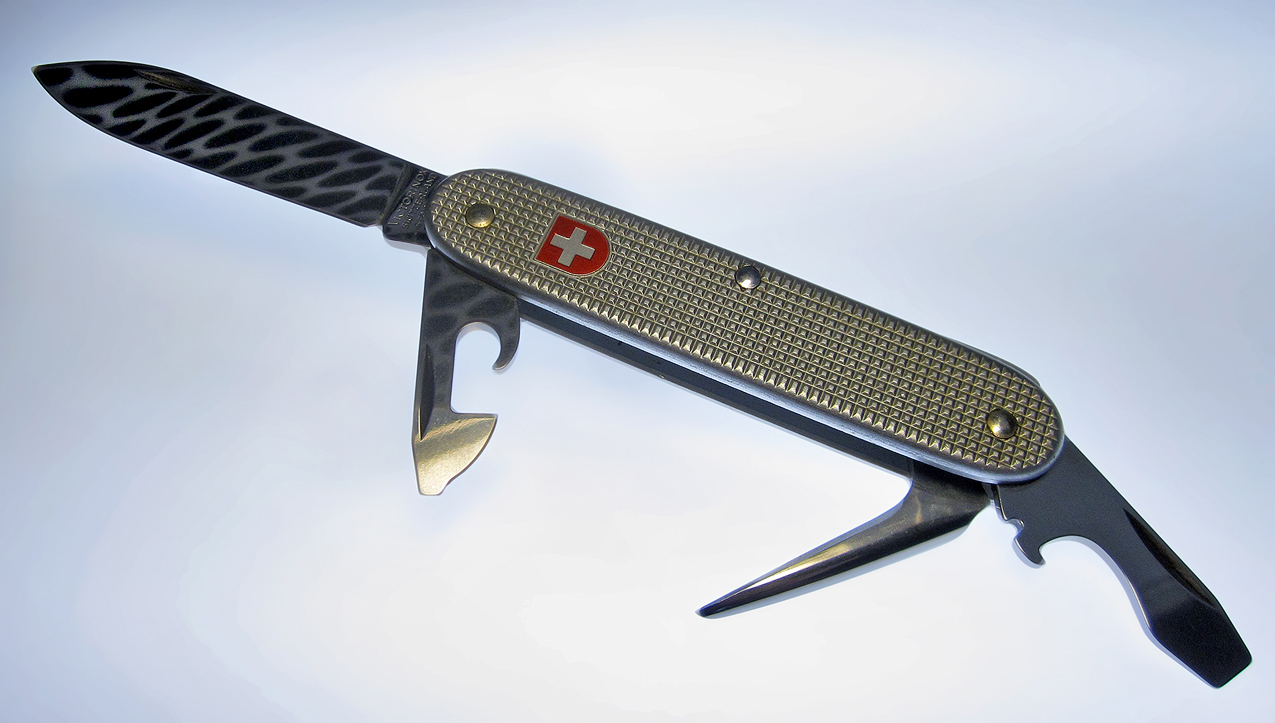
Klassisk fickkniv, Schweiziska Victorinox med fyra blad.